# Нивы (Великолукский район)
Нивы — деревня в Великолукском районе Псковской области России. Входит в состав сельского поселения «Пореченская волость».
Расположена на юго-востоке волости (в 2 км востоянее озера Леностово), в 60 км к югу от райцентра Великие Луки и в 20 км к юго-востоку от волостного центра Поречье.

## Население
Численность населения деревни по состоянию на 2000 год составляла 27 жителей, на 2010 год — 16 жителей.

## История
До 2005 года деревня входила в состав ныне упразднённой Урицкой волости.